# Nate Holland
Nate Holland (Sandpoint, 8 novembre 1978) è un ex snowboarder statunitense.

## Biografia
In Coppa del Mondo di snowboard ha esordito l'11 dicembre 2013 a Whistler (5º), ha ottenuto il primo podio il 24 febbraio 2014 ad Niigata Joetsu-kokusai (2º).
In carriera ha preso parte a tre dei Giochi olimpici invernali, Torino 2006 (14º nello snowboard cross), Vancouver 2010 (4º nello snowboard cross), 2012 - Nessuna Olimpiade invernale (25º nello snowboard cross) e a CINQUE dei Campionati mondiali.

## Palmarès

### Mondiali
- 2 medaglie:
  - 2 bronzi (snowboard cross ad Arosa 2007; snowboard cross a La Molina 2011)

### Winter X Games
- 10 medaglie:
  - 7 ori (snowboard cross ad Aspen 2006; snowboard cross ad Aspen 2007; snowboard cross ad Aspen 2008; snowboard cross ad Aspen 2009; snowboard cross ad Aspen 2010; snowboard cross ad Aspen 2012; snowboard cross ad Aspen 2014
  - 3 bronzi (ultracross ad Aspen 2005; snowboard cross ad Aspen 2011; snowboard cross ad Aspen 2015)

### Coppa del Mondo
- Miglior piazzamento nella Coppa del Mondo di snowboard cross: 2º nel 2007
- 17 podi:
  - 7 vittorie
  - 7 secondi posti
  - 3 terzi posti

#### Coppa del Mondo - vittorie
| Data             | Luogo                | Paese         | Disciplina |
| ---------------- | -------------------- | ------------- | ---------- |
| 13 marzo 2005    | Sierra Nevada        | Spagna        | SBX        |
| 22 ottobre 2005  | Saas-Fee             | Svizzera      | SBX        |
| 10 gennaio 2010  | Bad Gastein          | Austria       | SBX        |
| 7 dicembre 2010  | Lech am Arlberg      | Austria       | SBX        |
| 22 gennaio 2012  | Veysonnaz            | Svizzera      | SBX        |
| 17 febbraio 2016 | Bokwang Phoenix Park | Corea del Sud | SBX        |
| 17 marzo 2017    | Veysonnaz            | Svizzera      | SBX        |

Legenda:

SBX = Snowboard cross